# Пернумия
Перну̀мия (на италиански: Pernumia) е малко градче и община в Северна Италия, провинция Падуа, регион Венето. Разположено е на 9 m надморска височина. Населението на общината е 3911 души (към 2010 г.).